# Юйцзюлюй Шелунь
Юйцзюлюй Шелунь (кит.: 郁久閭社崙, Yùjiǔlǘ Shèlún) — правитель жужанів (394—410). Перший історичний каган (402—410). Представник жужанського роду Юйцзюлюй. Брат Хедо-хана. Тронне ім'я — каган Цюдоуфа (кит.: 丘豆伐可汗, Qiūdòufá kèhán). Йому спадкував Юйцзюлюй Хулюй.

## Імена
- Цюдоуфа (кит.: 丘豆伐, Qiūdòufá) — китайське тронне ім'я, що згадується у «Книзі Вей». Значення: «той, хто вправно їздить верхи і розширяє землю» (駕馭開張). Жужанське ім'я невідоме. 
  - Кютельбурі (монг. Kütelburi, «порядок», «влада») — гіпотетична реконструкція імені японським дослідником Т. Фуджітою[1].
  - Кютель-бадара (монг. Kütel, «вести» + badara, «розширяти») — гіпотетична реконструкція імені японським дослідником К. Шіраторі[2]